# Kościół Najświętszej Maryi Panny Wniebowziętej w Psarskiem
Kościół Najświętszej Maryi Panny Wniebowziętej w Psarskiem – rzymskokatolicki kościół parafialny należący do parafii pod tym samym wezwaniem (dekanat pniewski archidiecezji poznańskiej).
Jest to świątynia wzniesiona po 1462 roku, później była wielokrotnie restaurowana. Budowla jest salowa, zamknięta od strony wschodniej trójbocznie, od strony zachodniej znajduje się wieża. Do ściany północnej jest dostawiona barokowa przybudówka, mieszcząca zakrystię i kruchtę, przebudowana zapewne w 1784 roku. Ściany wieży ozdabiają płyciny o różnej formie; jej górna część, z ceglanym ostrosłupowym dachem hełmowym, została nadbudowana około 1840 roku. Wnętrze nakrywa sklepienie gwiaździste. Do późnobarokowego wyposażenia powstałego około 1784 roku należą trzy ołtarze oraz ambona w formie łodzi.